# Torsten Fenslau
Torsten Fenslau (ur. 23 kwietnia 1964 w Kleinheubach, zm. 6 listopada 1993 w Darmstadt) – niemiecki DJ i producent muzyczny.
Założył własną wytwórnię fonograficzną Abfahrt, przez którą wypromował takich wykonawców jak Culture Beat, Die Schwarze strefy i Heute ist ein Tag guter sterben zu.
Powołał do życia niemiecką grupę eurodance Culture Beat w 1989 roku. W 1993 roku piosenka „Mr. Vain” nie schodziła z pierwszego miejsca list przebojów przez wiele tygodni w wielu krajach na świecie.
6 listopada 1993 roku Torsten Fenslau zginął w wypadku samochodowym w okolicach Darmstadt.